# Abroma (Malvaceae)
Abroma là một chi thực vật có hoa, trước kia theo truyền thống được xếp trong họ Sterculiaceae, nhưng gần đây được coi là thuộc phân họ Byttnerioideae của họ Malvaceae. Chi này bao gồm 1 (hoặc 2) loài bản địa khu vực châu Á và Australia.  Ambromalà một phương án viết chính tả khác.

## Phân loại
Chi này được Nikolaus Joseph von Jacquin mô tả năm 1776 với loài duy nhất được tác giả gọi là Abroma fastuosum kèm theo miêu tả và hình minh họa. Tuy nhiên, do Jacquin đã đổi tên từ tên gọi Theobroma augusta L.,nên theo quy tắc của ICN thì tên gọi đúng phải là Abroma augustum, còn A. fastuosum là tên gọi bất hợp lệ. Tên gọi chính xác của loài điển hình (A. augustum (L.) L.f.) đã được Carl Linnaeus Trẻ đặt năm 1782.

## Các loài
- Abroma augustum (L.) L.f.[1] –Tai mèo, bất thực, vông vàng, bông vàng, múc, bom wan. Vỏ của nó là nguồn cung cấp sợi giống như sợi đay (Corchorus).
- Abroma molle DC.[5]